# Plathypena subrufalis
Plathypena subrufalis är en fjärilsart som beskrevs av Augustus Radcliffe Grote. Plathypena subrufalis ingår i släktet Plathypena och familjen nattflyn. Inga underarter finns listade i Catalogue of Life.